# مونتي بولينو

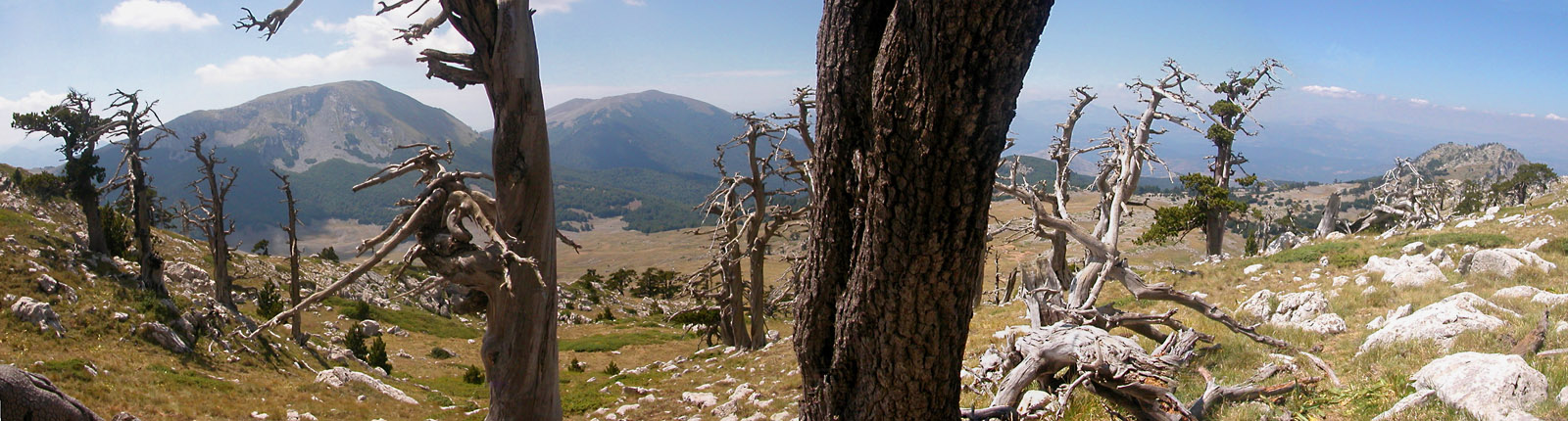
مونتي بولينو

بولينو (بالإيطالية: Massiccio del Pollino)‏ هي كتلة جبلية في جنوب الأبينيني على الحدود بين إقليمي كلابريا وبازيليكاتا الإيطاليين في جنوب البلاد. منذ 1992 والجبل جزء من حديقة بولينو الوطنية.